# Filmåret 1910

## Årets filmer

### A - G
- Avgrunden
- Bröllopet på Ulfåsa I
- Bröllopet på Ulfåsa II
- Emigrant
- Emigranten
- Flygveckans lyckade täflingar
- Fänrik Ståls sägner[1]
- Göteborgarens Marstrandsresa

### H - N
- Israels barns tåg ur Egypten (L' exode)
- Kandidat Synnerstedts misslyckade vigg
- Kosackfursten (Kosakfyrsten)
- Kriget i Uppland
- Massösens offer
- Milliontestamentet

### O - U
- Regina von Emmeritz och Konung Gustaf II Adolf
- Slaven från Karthago
- Two-step

### V - Ö
- Värmlänningarne
- Värmländingarna

## Födda
- 20 januari – Åke Söderblom, svensk skådespelare.
- 28 januari – Adina Mandlová, tjeckisk skådespelare.
- 8 februari – Stig Järrel, svensk skådespelare.
- 9 februari – Gun Adler, svensk skådespelare.
- 16 februari – Börje Larsson, svensk regissör, manusförfattare, sångtextförfattare och skådespelare.
- 17 februari – Walter Sarmell, svensk skådespelare och inspicient.
- 24 februari – Marianne Löfgren, svensk skådespelare.
- 26 februari – Nils Gustafsson, svensk kyrkoherde och skådespelare.
- 1 mars – David Niven, brittisk skådespelare.
- 5 mars – Ennio Flaiano, italiensk författare, manusförfattare och journalist.
- 8 mars – Claire Trevor, amerikansk skådespelare.
- 20 mars – Greta Bjerke, svensk sångerska och skådespelare.
- 23 mars – Akira Kurosawa, japansk filmregissör.
- 6 april – Gudrun Brost, svensk skådespelare.
- 19 maj – Helge Hagerman, svensk skådespelare, vissångare, regissör, och producent.
- 24 maj – Gunnar Ekwall, svensk skådespelare.
- 25 maj – Lars Seligman, svensk skådespelare.
- 7 juli – Olle Björling, svensk musiker (saxofon).
- 16 juli – Olle Janson, svensk skådespelare.
- 6 augusti – Charles Crichton, brittisk filmregissör.
- 8 augusti – Sylvia Sidney, amerikansk skådespelare.
- 11 september – Carin Lundquist, svensk skådespelare.
- 14 september – Lasse Dahlqvist, svensk kompositör, vissångare och skådespelare.
- 26 september – Gösta Bernhard, svensk skådespelare.
- 28 september – Albert Christiansen, svensk barnskådespelare och ingenjör.
- 12 oktober – Luise Rainer, österrikisk skådespelare.
- 13 oktober – Claes Gill, norsk skådespelare.
- 27 oktober – Jack Carson, amerikansk skådespelare.
- 5 november – Else Heiberg, norsk skådespelare.
- 26 november – Cyril Cusack, irländsk skådespelare.
- 8 december – Arne Nyberg, svensk skådespelare.
- 13 december – Van Heflin, amerikansk skådespelare.
- 27 december – Karl-Erik Alberts, svensk filmfotograf och kortfilmsregissör.
- 29 december – Ruth Hall, amerikansk skådespelare.

## Avlidna
- 10 december – Henry Guy Carleton, amerikansk skådespelare och manusförfattare
- 15 december – Gilbert Saroni, amerikansk skådespelare.

### Webbkällor
- Svensk Filmdatabas – Filmer med premiär 1910

### Fotnoter
1. ↑  IMDB, läst 29 februari 2012